# Podalonia andrei
Podalonia andrei är en biart som först beskrevs av F. Morawitz 1889.  Podalonia andrei ingår i släktet Podalonia och familjen grävsteklar. Inga underarter finns listade i Catalogue of Life.